# Dynamique (mécanique)
Pour les articles homonymes, voir Dynamique.

La dynamique, étant une discipline faisant partie intégrante de la mécanique classique, a permis d'étudier certains mouvements beaucoup plus complexes, apportant ainsi une amélioration importante dans la science

La dynamique (du grec ancien δυναμικός, dynamikos, puissant, efficace) est une discipline de la mécanique classique qui étudie les corps en mouvement sous l'influence des actions mécaniques qui leur sont appliquées. Elle combine la statique qui étudie l'équilibre des corps au repos, et la cinématique qui étudie le mouvement.
C'est Guillaume d'Ockham (1280-1349) qui a introduit en 1323 la différence entre ce qu'on appelle le mouvement dynamique (que nous engendrons) et le mouvement cinétique (engendré par des interactions, dont des collisions).[réf. nécessaire]

## Quelques principes élémentaires
- Le principe fondamental de la dynamique
- Le principe de variation et les équations de Lagrange
- Le problème à deux corps
- La cinématique
- Les corps rigides
- Les petites oscillations
- Les équations de Hamilton
- Les transformations canoniques
- Les équations de Hamilton-Jacobi